# Tautoneura kira
Tautoneura kira är en insektsart som beskrevs av Irena Dworakowska 1981. Tautoneura kira ingår i släktet Tautoneura och familjen dvärgstritar. Inga underarter finns listade i Catalogue of Life.